# 康志文
康志文（1958年8月—），辽宁省凤城市人。中华人民共和国政治人物。

## 生平
1982年7月，担任密山县棉织厂副厂长。1983年9月，任密山县经委生产科副科长。1984年3月，密山县纺纱厂副厂长。1986年8月，任共青团牡丹江市委青农部副部长，团市委常委、办公室主任。1989年2月，任共青团牡丹江市委副书记，政协牡丹江市第七届常委。1996年3月，任穆棱市委副书记。1997年8月，担任穆棱市委副书记、政府市长。2001年1月，任穆棱市委书记。
2002年，担任牡丹江市人民政府党组成员、副市长。2010年4月，任牡丹江市委常委，市政府常务副市长。2011年，任大庆市人民政府副市长。2013年，任鸡西市委副书记，副市长、代市长。2013年，任中共鸡西市委副书记，市长。2015年，担任鸡西市委书记、市人大常委会主任。2017年1月，连任中共鸡西市委书记。2018年7月，任黑龙江省人大法制委员会副主任委员。
2021年3月20日，黑龙江省纪委监委宣布康志文涉嫌嚴重違紀違法，正在接受紀律審查和監察調查。